# Concordia (Trinidad y Tobago)
Concordia es una localidad de Trinidad y Tobago, que forma parte de la parroquia de St. George.

## Geografía
La localidad abarca parte de la isla de Tobago y limita al norte con Easterfiel, al sur con Belmont, al este con Hope Farm-John Dial y al oeste con Mason Hall.

## Demografía
Datos demográficos de la localidad de Concordia:
| Gráfica de evolución demográfica de Concordia entre 2000 y 2011 |
|                                                                 |